# Кочо Матев
Кочо Матев, известен като Куршума, Крушовцев и Крушичанеца, е български революционер, кичевски войвода на Вътрешната македоно-одринска революционна организация.

## Биография
Кочо Куршума е роден в кичевското село Крушица, тогава в Османската империя. Присъединява се към ВМОРО и през Илинденско-Преображенското въстание е войвода в Кичевско. След потушаването на въстанието бяга в Княжество България, откъдето през 1904 година се завръща в Македония с обединената чета на Славейко Арсов и Стоян Донски. На 9 юли 1904 четата е предадена от местни сърбомани в местността Лингура при кратовското село Горно Гюгянци. Кочо Куршума загива същата вечер.